# Ponte Gardena
Waidbruck tiếng Ý: Ponte Gardena) là một đô thị ở tỉnh Bolzano-Bozen trong vùng Trentino-Alto Adige/Südtirol của Ý, có vị trí cách khoảng 70 km về phía đông bắc của Trento và khoảng 20 km về phía đông bắc của Bolzano. Tại thời điểm ngày 31 tháng 12 năm 2004, đô thị này có dân số 198 người và diện tích là 2,3 km².
Waidbruck giáp các đô thị: Barbian, Kastelruth và Lajen.